# Vatica pachyphylla
Vatica pachyphylla är en tvåhjärtbladig växtart som beskrevs av Elmer Drew Merrill. Vatica pachyphylla ingår i släktet Vatica och familjen Dipterocarpaceae. Inga underarter finns listade i Catalogue of Life.